# Градски музеј Пожега
Градски музеј Пожега је установа која сакупља, чува, истражује и обрађује духовну и материјалну баштину Пожеге и Пожештине, организују изложбе, објављују каталоге и стручну публикацију.

## Историја
Градски музеј Пожега је основан 6. децембра 1924. заслугом Јулија Кемпфа, аутора прве монографије о Пожеги и Пожешкој жупанији. По свом типу је завичајни и комплексни, а састоји се од осам одељења: археолошки, природњачки, историјски, етнолошки, историја уметности, информацијске послове, педагошки и за опште и техничке послове са око 85.000 музејских предмета, књига и публикација. Кроз своју историју музеј је променио неколико локација у ужем делу града, укључујући и прву сталну поставку у Жупанијској палати. На иницијативу професора Антуна Бауера град је 1953. године купио барокну трговачку грађанску кућу Краус са почетка 18. века која је и заштитни знак музеја. Како се повећавао музејски фундус проширивала се музејска делатност, временом се проширио на грађанску кућу Спитзер са почетка 20. века која је смештена на Тргу Светог Тројства, а касније и на грађанску кућу са почетка 20. века у улици Матице Хрватске. Од 1990-их музеј је променио седам сталних поставки покушавајући у трошном простору пронаћи место за приказивање историјских и културних вредности Пожеге и Пожештине. Данас садржи сталну поставку на око 600 m² који комплекс од три репрезентативне зграде у граду кружним током повезује музеолошком концепцијом.

## Изложбе
Музеј је организовао следеће изложбе:
- „Сладак живот, 100 година фабрике Звечево”
- „Водена Пожега Матка Пеића”
- „Хлеб небески”
- „Добро подешен и живот”
- „Барон Тренк, ново лице легенде”
- „Певаће Славонија”
- „Лумен Ецхо”
- „Музеј(и) у лонцу”
- „Анамнеза — историја болести у античком свету”
- „Откривање”
- „Кад би дрвеће ходало”
- „Бертухово царство слика — Откријте тајне дечје енциклопедије”
- „Припрема, пажња, ватра!”
- „Осијек и околина у османском периоду — Пожешки санџак”
- „Дивни чувари успомена”
- „Поздрав из Пожеге”
- „Пешачке туре током музејског лета”
- „Везена церада”
- „Ритам луке”
- „Говор тела”